# Dumbrava, Bihor
Dumbrava este un sat în comuna Holod din județul Bihor, Crișana, România. În trecut, localitatea Dumbrava era cunoscută sub denumirea de Mociar.
 Acest articol despre o localitate din județul Bihor este deocamdată un ciot. Puteți ajuta Wikipedia prin completarea lui.